# Wilhelm Füssli (konstnär)
Wilhelm Füssli, född den 16 januari 1830 i Zürich, död den 11 januari 1916 i Baden-Baden, var en schweizisk konstnär. Han var son till politikern och juristen Wilhelm Füssli. 
Füssli, som länge var bosatt i Rom, var framstående som porträttmålare och framför allt som tecknare. De bästa samlingarna av hans teckningar finns i hemstaden Zürich.